# Fortunato Castiello
Fortunato Castiello detto Napoletano (Francolise, 22 gennaio 1910 – Pastorano, 26 settembre 1975) è stato un fantino italiano.

## Biografia
Soprannominato Napoletano, ha disputato otto volte il Palio di Siena, vincendo il 16 agosto 1937 per la Civetta su Folco.
Napoletano corse cinque Palii (tre per il Leocorno, due per la Chiocciola) senza grande fortuna tra il 1931 e il 1933, caratterizzati da forti scontri a colpi di nerbate con il rivale Ganascia; tuttavia riuscì a trionfare al ritorno in Piazza del Campo, quattro anni dopo la sua ultima apparizione.
Corse ancora altre due volte: il 2 luglio 1938 per l'Aquila ed il 16 agosto 1939 per l'Onda. Il 30 agosto 1939 venne chiamato alle armi; congedato nel 1940, venne richiamato l'anno seguente. Tornato definitivamente a casa (si era stabilito definitivamente a Sparanise), dopo la guerra ritornò a Siena, senza però tornare a disputare una carriera ma solamente disputando alcune prove nel 1945, 1947 e 1948.
Abbandonato definitivamente il Palio di Siena, Napoletano restò nel mondo dell'ippica disputando assiduamente le corse dell'Ippodromo delle Capannelle di Roma. Fu inoltre allevatore di cavalli da corse presso una cascina di Castelfiorentino.
Nel 1960 si trasferì prima a Milano e poi a Torino, prima di ritirarsi definitivamente a vita privata nel 1967 a Pastorano, dove morì il 26 settembre 1975.

## Presenze al Palio di Siena
| Palio          | Contrada   | Cavallo            | Note   |
| -------------- | ---------- | ------------------ | ------ |
| 2 luglio 1931  | Leocorno   | Vittoria           |        |
| 16 agosto 1931 | Leocorno   | Grillo             |        |
| 3 luglio 1932  | Chiocciola | Morello di P. Neri |        |
| 16 agosto 1932 | Chiocciola | Tordina            | scosso |
| 2 luglio 1933  | Leocorno   | Zola               |        |
| 16 agosto 1937 | Civetta    | Folco              |        |
| 2 luglio 1938  | Aquila     | Sansano            |        |
| 16 agosto 1939 | Onda       | Falco              |        |